# Shannon Lucid
Shannon Matilda Wells Lucid (Shanghai, 14 gennaio 1943) è un'ex astronauta e biochimica statunitense.

## Biografia
Lucid è nata a Shanghai, Cina, figlia di un missionario Battista, ed è cresciuta a Bethany, Oklahoma dove si è diplomata. Ha frequentato l'Università dell'Oklahoma dove ha ottenuto un dottorato in biochimica nel 1973.
Sposata con Michael F. Lucid, ha tre figli (due femmine e un maschio) e cinque nipoti.

### Carriera alla NASA

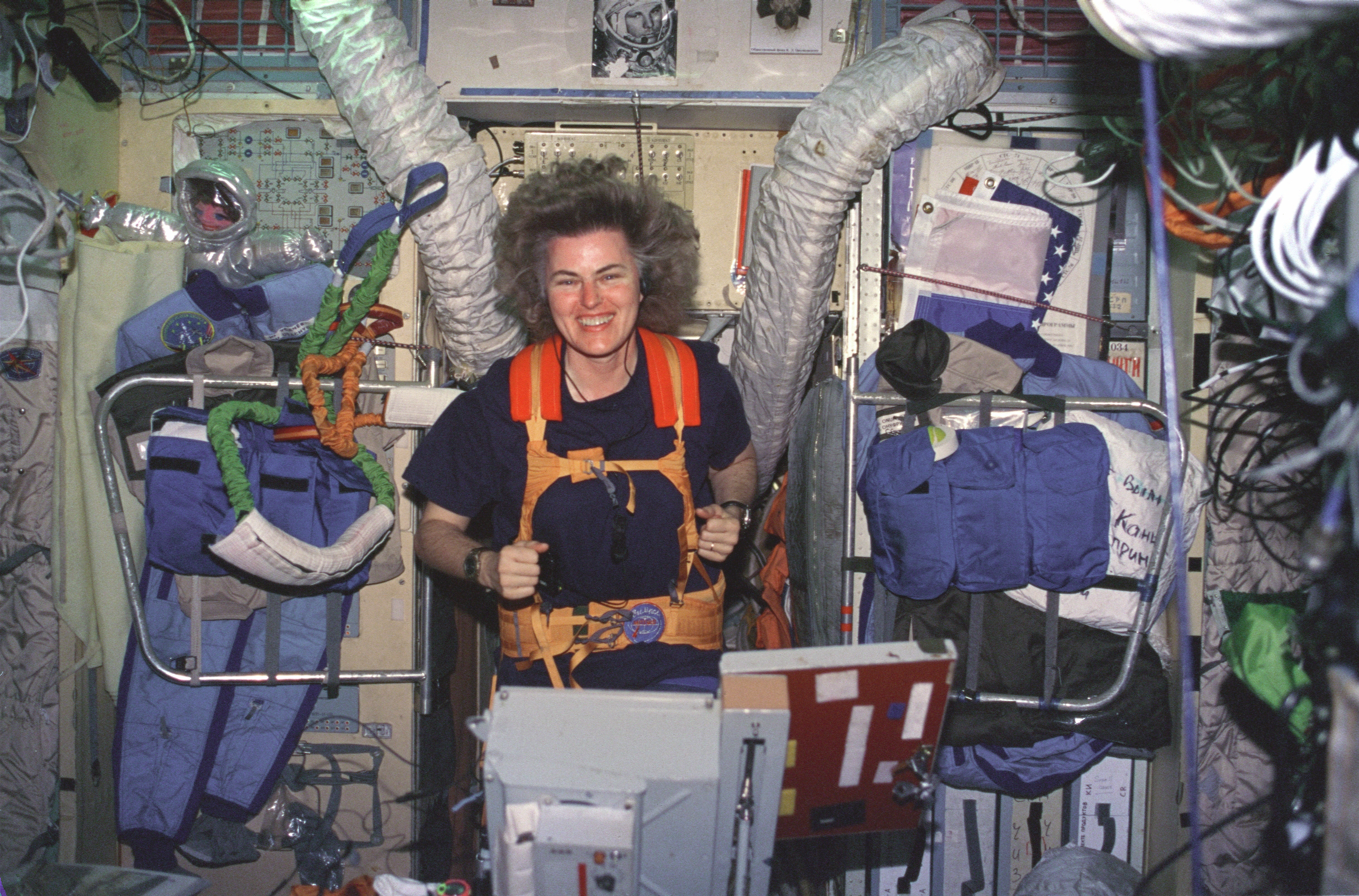
Shannon Lucid si esercita durante la permanenza a bordo della Mir.

Lucid è stata selezionata nel corpo astronauti NASA nel 1978. Delle sei donne appartenenti a questo gruppo con le prime donne, Lucid è l'unica ad avere già un figlio al momento della selezione. Il primo volo nello spazio di Lucid è stato nel giugno del 1985 sullo Space Shuttle Discovery nella missione STS-51-G. Volò poi anche nelle missioni STS-34 nel 1989, STS-43 nel 1991, STS-58 nel 1993.
Lucid è conosciuta soprattutto per il suo quinto volo, quando trascorse 188 giorni nello spazio, dal 22 marzo al 26 settembre del 1996, di cui 179 giorni a bordo della Mir, la stazione spaziale russa. Raggiunse la Mir con lo Space Shuttle Atlantis, nella missione STS-76, e fece il ritorno sulla terra con STS-79. Durante la missione si occupò di numerosi esperimenti scientifici e fisici. Con la sua lunga permanenza stabilì il record di permanenza continuativa nello spazio per un astronauta non russo e per una donna, record superato da Sunita Williams sulla Stazione spaziale internazionale nel 2007.
Dal 2002 al 2003, Lucid ha lavorato alla NASA come capo degli scienziati e dal 2005 come CAPCOM (Capsule communicator) per molte missioni dello Space Shuttle, tra cui: STS-114, STS-116, STS-118, STS-120, STS-122, STS-124, STS-126, STS-125, STS-127, STS-128, STS-129, STS-130. A gennaio 2008 Lucid è stata assegnata all'ufficio di gestione astronauti presso il Johnson Space Center a Houston. Il 31 gennaio 2012 ha annunciato il suo ritiro dalla NASA.